# Suchdol (Prostějovi járás)
Suchdol település Csehországban, a Prostějovi járásban. Suchdol Ptení, Stražisko, Lipová, Konice és Brodek u Konice településekkel határos. Lakosainak száma 584 fő (2024. január 1.).

## Népesség
A település lakosságának változását az alábbi diagram mutatja:
| Lakosok száma | 1209 | 1267 | 1282 | 949  | 797  | 662  | 612  | 594  | 572  | 584  |
|               | 1869 | 1890 | 1921 | 1950 | 1980 | 2001 | 2017 | 2019 | 2022 | 2024 |